# Evropská rada zaměstnanců
Evropská rada zaměstnanců zkr. ERZ (anglicky European Works Council, zkr. EWC) je informační a konzultační orgán zastupující zaměstnance evropských nadnárodních společností v rámci Evropské unie. Jejím účelem je informování zaměstnanců nadnárodních společností v EU a konzultací s jejich zaměstnanci ve společnostech a skupinách na úrovni EHS.

## Účel
Hlavním cílem ERZ je výměna informací mezi pracovníky v rámci nadnárodních skupin, a zabránit tak nesprávnému nebo nezákonnému chování vůči pracovníkům v závislosti na zemi, ve které společnost působí. Cílem EU je přimět společnosti, aby provedly změny k vyvážení v rámci společností.
Důvod pro zřízení ERZ souvisí s hospodářskou a politickou integrací Evropské unie. Společnosti se postupně stávaly nadnárodními, a místním informačním a konzultačním orgánům (podnikové rady apod.) chybělo přímé spojení s úrovní, na které se přijímají skutečná rozhodnutí. Protože ERZ spojují zástupce zaměstnanců z celé EU s evropským vedením, mají pracovníci příležitost být informováni a konzultováni o strategii a postavení nadnárodních společností.
Od ERZ se očekává, že přispějí k:
- usnadnění výměny informací mezi zástupci zaměstnanců
- identifikovat opomenutí informovanosti ze strany vedení společností
- usnadnit výměnu nápadů pro řešení společných problémů
- umožnit použití všech informací, kdekoli jsou dostupné (i zahraniční), užitečných pro jednání
- zabránit diskriminaci mezi pracovníky z jedné země a pracovníky z jiné země
- usnadnit společné iniciativy

## Právní základ
ERZ jsou upraveny dvěma evropskými směrnicemi. První směrnice o ERZ byla přijata v roce 1994 (94/45/ES) a revidovaná směrnice v roce 2009 (2009/38/ES aneb „přepracovaná směrnice o EPR“ a „směrnice o nadnárodních radách zaměstnanců“). Tyto směrnice jsou transponovány do národní legislativy ve všech zemích Evropské unie a Evropského hospodářského prostoru.
V roce 2005 vydala Evropská komise předlohu návrhu na aktualizaci směrnice z roku 1994. Hlavním tématem byla připomínka, že ačkoliv existovalo 820 ERZ, tento počet představoval jen 36 % podniků spadajících do působnosti směrnice a přibližně 60 % všech zaměstnanců. Zaujala také stanovisko, že podnikové rady ve své stávající podobě „nebyly schopny plně plnit svou úlohu při předvídání a řízení změn a budování skutečného nadnárodního dialogu mezi vedením a zaměstnanci“. 
Přijetí „přepracované směrnice o ERZ“ přišlo po dlouhé době diskusí o tom, zda je žádoucí dát těmto radám zvláštní práva a uvalit na společnosti další zátěž. Přepracovaná směrnice o ERZ přijatá v roce 2009 nakonec obsahovala některé důležité změny týkající se definic informací, konzultací a nadnárodních záležitostí, zahrnovala právo na školení zástupců zaměstnanců a stanovila některé další požadavky na dohody o ERZ. 

## Společnosti
Evropská rada zaměstnanců může být zřízena v nadnárodních společnostech působících ve více než dvou zemích EHP, pokud překročí určitou hranici počtu zaměstnanců. V současné době společnost (nebo skupina společností) musí zaměstnávat alespoň 1000 zaměstnanců v EHP a alespoň 150 zaměstnanců ve dvou členských státech. Pokud společnost překročí tyto prahové hodnoty, může zaměstnavatel nebo zaměstnanci vyvinout iniciativu ke zřízení ERZ.
Po takové iniciativě zahájí zvláštní vyjednávací orgán jednání o praktických aspektech ERZ: složení, kompetence, počet zasedání, potřeba překladů a tlumočení na zasedáních a mnoho dalšího. Výsledkem tohoto jednání je dohoda o Evropská radě zaměstnanců, která tvoří základ pro veškeré fungování ERZ.

## Historie
První směrnice o ERZ byla přijata v roce 1994 a revidovaná směrnice v roce 2009 (2009/38/ES aneb „přepracovaná směrnice o EPR“ a „směrnice o nadnárodních radách zaměstnanců“). Tyto směrnice jsou transponovány do národní legislativy ve všech zemích Evropské unie a Evropského hospodářského prostoru.
Od přijetí první směrnice o evropských radách zaměstnanců bylo vytvořeno více než 1000 ERZ. Podle odhadů by pokrývaly odhadovaný počet 19 milionů  zaměstnanců v EHP. Většina EPR je zřízena ve společnostech z kovoprůmyslu, chemického průmyslu a služeb. Z geografického hlediska je většina zaměstnaneckých rad založena ve společnostech se sídlem v Německu, USA, Francii a Spojeném království. 